# شيتشنغ
شيتشنغ (بالمبسطة الصينية: 西 城区؛ بالصينية التقليدية: 西 城區) هي محافظة في الصين تابعة إلى إقليم بكين. يبلغ عدد سكانها 1243000 نسمة و ذلك حسب إحصائيات سنة 2010. تبلغ مساحتها 46.5 كم².

## توأمة
لشيتشنغ اتفاقيات توأمة مع:
- باسادينا

## وصلات خارجية
- الموقع الرسمي